# IES Antonio José Cavanilles
L'IES Antonio José Cavanilles, conegut popularment com l'Institut Politècnic d'Alacant, és un institut de la ciutat d'Alacant, País Valencià.
Va ser creat com a Institut Politècnic de Formació Professional a partir de l'antiga Escola de Treball. Aquesta va ser fundada en 1927 al solar del carrer Carratalà, que actualment ocupa la Direcció territorial de la Conselleria d'Educació. L'actual edifici va ser construït en 1958 segons el projecte de l'arquitecte Juan Antonio García Solera i inaugurat en 1967 i, encara que ha estat ampliat i reformat en diverses ocasions, segueix conservant molts dels elements de la construcció original. El 1990 va ser rebatejat com a Institut d'Educació Secundària nº10, en entrar en vigor la LOGSE, i en 2000 com a Institut d'Educació Secundària José Antonio Cavanilles. Les seues instal·lacions inclouen aules, tallers, tres pistes esportives, 2 patis i un saló d'actes amb capacitat per 300 persones. Tot el conjunt ocupa una extensió de 12.140 m².
La seua oferta educativa comprén totes les etapes de l'educació secundària, tant obligatòria com postobligatòria.